# Aufruhr im Paradies
Aufruhr im Paradies (Untertitel Der Dorf-Caruso) ist ein deutscher Spielfilm von 1950 von und mit Joe Stöckel. Die weibliche Hauptrolle ist mit Olga Tschechowa besetzt, die auch als Produzentin fungierte. Viktor Staal, Trude Haefelin, Beppo Brem und Trude Hesterberg spielen tragende Rollen. Stöckels Drehbuch fußt auf der Schwank-Operette Der Dorf-Caruso von Karl Frey und Toni Thoms.

## Handlung
Als man der gefeierten Sängerin und Revuestar des Palast-Theaters Myriam Esneh keinen Tenor von Format, wie sie gefordert hat, zur Seite stellen kann, verschwindet sie spurlos. Nur ein Brief mit der kategorischen Forderung, dass sie zurückkomme, sobald man jemanden gefunden habe, bleibt zurück. Nun gibt es zwar einige Tenöre, jedoch ist bekannt, dass die Diva höchste Ansprüche an einen Gesangspartner stellt. Nichtsdestotrotz versuchen sowohl der Direktor des Palast-Theaters Hannibal Möller, als auch dessen Sekretär „Leporello“ wie auch der Agent Preßburger einen adäquaten Tenor aufzutreiben.
Myriam Esneh, die in das abgeschiedene idyllische Alpendorf Killiansreutte geflüchtet ist,  macht zur selben Zeit die Bekanntschaft des dortigen Bademeisters und Sportlehrers Hans Soltau. Es bleibt nicht aus, dass beide sich näher kennenlernen und Myriam dabei erfährt, dass Hans eine Ausbildung als Sänger absolviert hat – und er hat eine Tenorstimme. Da er kein Engagement bekommen konnte, verdient er seinen Lebensunterhalt, erst einmal in seinem jetzigen Job, wie er hofft, vorübergehend. Für Myriam, eine Frau schneller Entschlüsse, steht sofort fest, dass Hans auf jeden Fall ihr neuer Partner auf der Bühne werden soll – aber nicht nur da.
Die Diva schickt ein Telegramm an Hannibal Möller, der auch umgehend erscheint, allerdings nicht allein, in seinem Schlepptau befinden sich sowohl sein Sekretär, als auch seine äußerst resolute Ehefrau Ulrike. Schnell ist es mit der Ruhe in dem Bergidyll vorbei, denn die Theaterleute prallen mehr als einmal mit den Killiansreuttern aneinander, was oftmals auch zu komischen Situationen führt. Besonders mit dem bajuwarischen Hotelier Ignaz Pointner und dem verliebten Paar Wastl und Kathi geraten die drei Neuankömmlinge immer wieder aneinander. Am Ende ist Möller jedoch ebenfalls davon überzeugt, dass Hans Soltau genau der Richtige ist und mit ihm und seinem Star die Revue nur ein großer Erfolg werden kann. Und so ist es dann auch, aber über das Berufliche hinaus hat Myriam auch den Mann fürs Leben gefunden.

## Produktion

### Produktionsnotizen, Hintergrund
Produktionsfirma war die Venus-Film oHG (München), die Produktionsleitung lag bei Oskar Marion. Die Filmbauten lagen in den Händen von Rudolf Pfenninger und Max Seefelder. Hergestellt wurde der Film in den Bavaria-Film-Ateliers in München-Geiselgasteig. Die Außenaufnahmen entstanden in Mittenwald und Grainau.
Der Operetten-Schwank Der Dorf-Caruso, der zur Erstaufführung im Staatstheater am Gärtnerplatz kam, wurde so „stürmisch belacht“, „daß man zuweilen nicht mehr verstand, was die Schauspieler sagten“, hieß es seinerzeit in der Presse.

### Musiktitel
- Ich heiße Iris
- Zu meiner Zeit (Ella, Ella hopp), gesungen von Trude Hesterberg
- Julia, ach Julia, gesungen von Viktor Staal
- Der Glockenklang von Bayrisch-Zell
- Wer in deine Augen sieht, der muss dich lieben –
(Viktor Staal singt den Titel am Ende der Revue zusammen mit Olga Tschechowa).

### Veröffentlichung
Aufruhr im Paradies wurde am 28. August 1950 unter der Prüfnummer 01690 einer FSK-Prüfung unterzogen und ab 16 Jahren freigegeben mit dem Zusatz „nicht feiertagsfrei“. Die Uraufführung des Films erfolgte am 1. September 1950 in den Rathaus-Lichtspielen in München. In Österreich kam der Film am 5. September 1950 unter dem Titel Der Dorf-Caruso ins Kino, was gleichzeitig auch der österreichische Arbeitstitel des Films war. Ein weiterer Arbeitstitel lautete Inkognito im Paradies. Der englische Titel lautet Incognito in Paradise.

## Kritik
Das Urteil im Lexikon des internationalen Films war eindeutig negativ. Dort befand man: „Dürftiger Schwank, der seinen spärlichen Humor aus einigen Randfiguren und dem Nord-Süd-Geplänkel unter den Urlaubern bezieht.“